# Il gioco delle favole
Il gioco delle favole è una serie animata svizzera del 1981 prodotta dalla Televisione Svizzera Italiana e diretta da Giulio Gianini ed Emanuele Luzzati.

## Produzione
Alla fine degli anni Settanta, quando la RAI si stava orientando verso la messa in onda di serie animate giapponesi, i registi e animatori Giulio Gianini ed Emanuele Luzzati accettarono la proposta della Televisione Svizzera Italiana per la realizzazione di una breve serie antologica di carattere fiabesco.
Nel progetto fu coinvolto Tonino Conte, che già aveva collaborato con i due registi e animatori e che fu autore dei testi, che poi raccolse e rielaborò in un libro. Tra il 1979 e il 1981 furono così realizzati sei cortometraggi. Pulcinella e il Pesce Magico, che è una rielaborazione della fiaba dei fratelli Grimm Il pescatore e la moglie, proviene dal volume La tarantella di Pulcinella che Luzzati aveva illustrato qualche anno prima. La ragazza cigno e La palla d'oro furono animati, invece che dallo stesso Gianini, dal cecoslovacco Jan Trnal; L'uccello di fuoco è ispirato dalle scene e dai costumi realizzati da Luzzati per l'omonimo balletto. C'erano tre fratelli... viene da uno spettacolo per ragazzi intitolato I tre nasoni, realizzato da Conte e poi raccolto in volume. La donna serpente, infine, è la trasposizione dell'omonima fiaba teatrale di Carlo Gozzi messa in scena con la regia di Egisto Marcucci e le scene di Luzzati.
L'unica doppiatrice accreditata è Alida Cappellini in veste di narratrice.

## Distribuzione
Il gioco delle favole è stato trasmesso in prima TV sul canale TSI nel 1981 e l'anno successivo in Italia sulla Rete 2.
Il primo cortometraggio della serie, Pulcinella e il pesce magico, è stato anche proiettato in diverse occasioni sul grande schermo: in un'anteprima a Genova (città natale dello stesso Luzzati) il 9 gennaio 1982, in una retrospettiva alla Mostra internazionale d'arte cinematografica di Venezia nel 2007 e in un'edizione del Cinema ritrovato kids della Cineteca di Bologna nel 2017.
La serie è stata pubblicata per lo home video dall'editore Gallucci nel 2010 in due DVD corredati da fascicoli, intitolati Pulcinella e il pesce magico (che racchiude i primi tre episodi) e L'uccello di fuoco (che racchiude gli ultimi tre).

## Episodi
Ogni episodio comincia con un'introduzione in cui i personaggi principali della fiaba sono presentati brevemente come figure su carte da gioco.

### Pulcinella e il pesce magico
Pulcinella, che vive con la moglie in una misera casupola in riva al mare, si mette a pescare nella speranza di prendere un pesce per la cena. Alla sua lenza abbocca un pesce straordinario in grado di parlare, che gli dice che esaudirà ogni suo desiderio se lo lascerà libero. Pulcinella allora chiede una pentola piena di spaghetti da mangiare a cena; poi, su istigazione della moglie, chiede un tetto per la loro casa che ne è priva, quindi che la loro casa diventi un sontuoso palazzo.
A questo punto Pulcinella e la moglie si mettono a comunicare al pesce i loro desideri per telefono: chiedono di diventare re e di essere innalzati fino al cielo, ma dopo avere esaudito quest'ultimo desiderio il pesce si ribella e fa crollare tutto; Pulcinella si sveglia con la canna da pesca in mano e si rende conto di avere sognato.

### La ragazza cigno
Un giovane pastore di nome Libòr vede un giorno, in un lago sulle cui rive ha portato a pascolare le sue pecore, un cigno che si trasforma per breve tempo in una bellissima ragazza prima di volarsene via. Conquistatone, decide di andare a cercarla volando prima su un corvo gigantesco, poi in un baule magico, arrivando infine nel castello dell'orrenda maga Tristana, che trasforma le persone in animali. Ella gli propone un patto: se saprà riconoscere l'amata la ristrasformerà in un essere umano, se invece fallirà anch'egli diventerà una bestia. Libòr riconosce la fanciulla-cigno grazie a un rametto che le aveva dato in pegno e le magie di Tristana svaniscono.

### La palla d'oro
Un re, il cui figlio primogenito era scomparso, dona alla figlia Alida una palla d'oro con il potere di proteggerla dagli incantesimi; tuttavia, mentre la fanciulla gioca nel giardino, sbuca fuori un brutto vecchietto che ruba la palla. Come conseguenza la reggia si sgretola e i suoi abitanti si pietrificano: Alida allora s'infila nella buca dove ha visto fuggire il ladro per tentare di recuperare la palla. Attraversa ambienti incantati, sempre inseguendo il vecchietto, che si trasforma infine in un orribile mostro che tiene la palla tra le fauci. Alida gli strappa la palla: il mostro così svanisce e ne esce fuori il fratello perduto di Alida, che per un incantesimo era stato trasformato in un vecchio. Anche la corte è sciolta dal maleficio e la palla magica, che ha esaurito il suo compito, vola in cielo diventando una nuova stella.

### L'uccello di fuoco
Uno zar possiede attorno alla sua reggia un meraviglioso giardino, che contiene un albero che produce mele d'oro; un giorno si accorge che le mele vengono rubate e incarica suo figlio Ivan di acciuffare il ladro. Il principe scopre che a rubare i preziosi frutti è un uccello di fuoco e lo insegue a cavallo fino all'antro in cui l'uccello si rifugia, popolato di strani animali. Qui viene imprigionato da un mago tenebroso, che si offre di restituirgli la libertà e le mele d'oro e di regalargli l'uccello di fuoco se Ivan rapirà la bella maga Vassilissa, di cui lo stregone è innamorato. Ivan accetta ma, giunto al castello di Vassilissa, se ne innamora ricambiato; i due allora escogitano uno stratagemma. Ivan porta all'antro una falsa Vassilissa, che prima di accettare di sposare il mago chiede che gli animali riacquistino il loro aspetto originario; si rivela allora essere il cavallo del principe. Nel palazzo dello zar si celebrano invece le vere nozze tra Ivan e Vassilissa.

### La donna serpente
Farruscad, principe di Tiflis, andando un giorno a caccia nel bosco nota una bellissima cerva; la insegue in una grotta e sul fondo di un lago sotterraneo, dove essa si trasforma in una bellissima fanciulla di nome Cherestanì, Farruscad se ne innamora all'istante e decide di sposarla, ma le sorelle dalla testa d'uccello di Cherestanì sono invidiose della sua felicità e tramano contro di lei.
Dal matrimonio di Farruscad e Cherestanì nascono un maschio, Bernardino, e una femmina, Resia. Approfittando di un'assenza di Farruscad le sorelle rapiscono i bambini. Il principe, al suo ritorno, accusa Cherestanì di essere una madre negligente e la maledice; la sua sposa allora si trasforma in un orrido serpente. Farruscad, disperato, per riavere Cherestanì deve superare tre prove: prima passa attraverso una barriera infuocata, poi sconfigge un gigante con tre teste, infine vince il ribrezzo per l'aspetto mostruoso assunto da Cherestanì e la riabbraccia. Le malvagie sorelle sono così sconfitte e la famiglia è di nuovo riunita.

### C'erano tre fratelli...
Tre fratelli, Tommasone dal naso arancione, Tommasetto dal naso violetto e Tommasino dal naso turchino, sognano tutti di sposare la stessa fanciulla, la figlia del re delle Puglie. Si recano a chiedere la sua mano dal re, che la promette a chi di loro porterà il regalo più bello.
Tommasone va nel Paese della Scienza, dove, tra le tante invenzioni bislacche, trova un cannocchiale che permette di vedere le persone da grande distanza. Vede così i suoi fratelli Tommasetto, che in un bazar acquista un tappeto volante, e Tommasino, che nel Paese dei Musicanti compra una trombetta capace di guarire gli ammalati. I fratelli, riunitisi, con il cannocchiale vedono che la loro amata è gravemente malata, con il tappeto volante raggiungono la reggia in gran velocità e con la trombetta la guariscono. Il re non sa decidere quale sia il migliore dei regali, così lascia che sia la figlia a scegliere lo sposo, ma la fanciulla sceglie invece il pastore Carmelo. I tre fratelli, sconsolati, tornano a casa lasciando i loro doni e da allora ciascuno di loro sogna una sposa diversa.